# Ciberdúvidas da Língua Portuguesa
Ciberdúvidas da Língua Portuguesa é uma página da internet (sítio) criada em 15 de Janeiro de 1997 a partir de uma ideia do jornalista português José Mário Costa, que o fundou com o também jornalista João Carreira Bom. De acesso gratuito, é um espaço ao mesmo tempo de esclarecimento, informação e debate sobre a língua portuguesa, o idioma oficial de Angola, Brasil, Cabo Verde, Guiné-Bissau, Moçambique, Portugal, São Tomé e Príncipe e Timor-Leste. É considerado o pioneiro em sua área.
Entre as suas 14 atuais rubricas temáticas, o seu consultório linguístico responde a todas as dúvidas sobre a língua portuguesa, desde a gramática e léxico até à ortografia, etimologia e história de palavras e expressões.
Integrando um corpo de consultores de várias áreas do conhecimento (portugueses, brasileiros e africanos de expressão oficial portuguesa), Ciberdúvidas reúne até a data cerca de 40 mil textos pesquisáveis, permanentemente acessíveis aos interessados na língua de Camões, João Guimarães Rosa, José Luandino Vieira e Mia Couto.
Espaço ainda de reflexão e, até de polémica, o Ciberdúvidas conta ainda com a recolha de textos de autores lusófonos de todos os tempos que escreveram sobre a língua portuguesa, na rubrica Antologia (alguns dos quais especialmente para o Ciberdúvidas, como são os casos do português José Saramago, do angolano Pepetela, do cabo-verdiano Germano Almeida ou do moçambicano Mia Couto).
O Ciberdúvidas tem também associados dois outros projetos: a Ciberescola da Língua Portuguesa e os Cibercursos da Língua Portuguesa.
De 2002 até a 2007 o Ciberdúvidas integrou o portal Sapo, estando atualmente alojado no servidor do Instituto Universitário de Lisboa (ISCTE-IUL).
A não renovação dos apoios mecenáticos que ajudaram à viabilização do Ciberdúvidas nos últimos anos agravou as dificuldades de sustentabilidade de um projeto desta natureza – sem fins lucrativos ou comerciais, em prol da língua portuguesa, em toda a sua diversidade geográfica  –, obrigando mesmo à interrupção do seu funcionamento regular em junho de 2012.
No seguimento de várias sugestões nesse sentido, amigos[parcial?] do Ciberdúvidas tiveram a iniciativa de organizar uma campanha de recolha de fundos de modo a permitir a continuidade do serviço que presta.
Os conteúdos são disponibilizados sob a licença Creative Commons Atribuição-NãoComercial-SemDerivações 2.5 Portugal (CC BY-NC-ND 2.5 PT).